# Вешкі (Куявсько-Поморське воєводство)
Вешкі (пол. Wieszki, нім. Wunschheim) — село в Польщі, у гміні Накло-над-Нотецем Накельського повіту Куявсько-Поморського воєводства.
Населення — 277 осіб (2011).
У 1975-1998 роках село належало до Бидгощського воєводства.

## Демографія
Демографічна структура станом на 31 березня 2011 року:
|          | Загалом | Допрацездатний вік | Працездатний вік | Постпрацездатний вік |
| -------- | ------- | ------------------ | ---------------- | -------------------- |
| Чоловіки | 143     | 35                 | 101              | 7                    |
| Жінки    | 134     | 28                 | 82               | 24                   |
| Разом    | 277     | 63                 | 183              | 31                   |